# Parafia Niepokalanego Serca Najświętszej Maryi Panny w Łaziskach
Parafia Niepokalanego Serca Najświętszej Maryi Panny w Łaziskach – parafia rzymskokatolicka znajdująca się w dekanacie Sitaniec, w diecezji zamojsko-lubaczowskiej. 
Parafia została erygowana w dniu 26 czerwca 1947 roku, dekretem ówczesnego biskupa lubelskiego, Stefana Wyszyńskiego.
Do parafii należą wierni z następujących miejscowości: Cieszyn, Cieszyn-Kolonia, Dębowiec, Dębowiec-Kolonia, Iłowiec (część południowa), Łaziska, Łaziska-Kolonia, Rozdoły (część północna zwana Podźródło), Sławęcin, Stanisławka (część północna), i Suchodębie.
Kapłani pracujący w parafii: 

ks. Henryk Dybalski - proboszcz (1978 - 2007) 

ks. Mariusz Kot - administrator (2002 - 2007) 

ks. Mirosław Prokop - proboszcz (2007 - 2014) 

ks. Janusz Wyłupek - proboszcz (2014 - 2021) 

ks. Adam Dworzycki - proboszcz (od 2021) 

Kapłani, zakonnicy i zakonnice pochodzący z parafii: 

ks. Eugeniusz Derdziuk 

o. Andrzej Derdziuk 

o. Marcin Derdziuk 

Liczba mieszkańców: 1150.